# Maria Östling
Maria Cecilia Christina Östling, nach Heirat Maria Spångberg (* 17. Januar 1978 in Frustuna, Södermanlands län), ist eine ehemalige schwedische Schwimmerin. Sie gewann bei Kurzbahnweltmeisterschaften eine Bronzemedaille. Bei Europameisterschaften erhielt sie auf der 50-Meter-Bahn drei Goldmedaillen und eine Bronzemedaille, auf der 25-Meter-Bahn wurde sie einmal Zweite.

## Sportliche Karriere
Die 1,69 Meter große Maria Östling schwamm 1996 für Simsäälskap Mora und 2004 für Södertörns Simsällskap in Haninge.
Bei den Europameisterschaften 1995 in Wien wurde Östling Siebte über 100 Meter Brust und Sechste über 200 Meter Brust. Ende des Jahres bei den Kurzbahnweltmeisterschaften 1995 in Rio de Janeiro schwamm Östling über 100 Meter Brust auf den sechsten Platz und über 200 Meter Brust auf den achten Platz. Bei den Olympischen Spielen 1996 in Atlanta schied Östling sowohl über 100 Meter Brust als auch über 200 Meter Brust im Vorlauf aus.
Ihre erste internationale Medaille gewann Östling bei den Kurzbahneuropameisterschaften 1998 in Sheffield. In der 4-mal-50-Meter-Lagenstaffel siegten die Deutschen, dahinter erkämpften Therese Alshammar, Maria Östling, Johanna Sjöberg und Anna-Karin Kammerling Silber vor den Niederländerinnen. Bei den Kurzbahnweltmeisterschaften 1999 in Hongkong gewann die schwedische 4-mal-100-Meter-Lagenstaffel mit Alshammar, Östling, Sjöberg und Louise Jöhncke die Bronzemedaille hinter den Japanerinnen und den Australierinnen. Im August 1999 bei den Europameisterschaften in Istanbul wurde Östling Fünfte über 100 Meter Brust und Vierte über 50 Meter Brust. Die Lagenstaffel mit Alshammar, Östling, Sjöberg und Malin Svahnström gewann den Titel mit 0,27 Sekunden Vorsprung vor dem deutschen Quartett. Ende Juni und Anfang Juli 2000 bei den Europameisterschaften in Helsinki wurde Östling Fünfte über 50 Meter Brust und Siebte über 100 Meter Brust. Die Lagenstaffel mit Alshammar, Emma Igelström, Sjöberg und Jöhncke gewann den Titel vor den Belgierinnen. Im Vorlauf waren Camilla Johansson und Maria Östling die ersten beiden Lagen geschwommen, beide erhielten ebenfalls eine Medaille.
2001 und 2003 nahm Östling zwar an den Weltmeisterschaften teil, erreichte aber keinen Endlauf. Bei den Europameisterschaften 2004 in Madrid wurde Östling Dritte über 100 Meter Brust hinter der Ukrainerin Switlana Bondarenko und der Russin Jelena Bogomasowa, wobei Östling zeitgleich mit Mirna Jukić aus Österreich anschlug. Über 50 Meter Brust siegte Östling vor Bogomasowa. Die Lagenstaffel mit Martina Svensson, Maria Östling, Johanna Sjöberg und Josefin Lillhage belegte den fünften Platz. Bei den Olympischen Spielen 2004 in Athen verpasste Östling als 17. der Vorläufe über 100 Meter Brust den Einzug ins Halbfinale um 0,12 Sekunden.